# Cañada Grande, Venado
Cañada Grande är en ort i Mexiko.   Den ligger i kommunen Venado och delstaten San Luis Potosí, i den centrala delen av landet, 400 km nordväst om huvudstaden Mexico City. Cañada Grande ligger 1 772 meter över havet och antalet invånare är 114.
Terrängen runt Cañada Grande är huvudsakligen platt, men åt sydväst är den kuperad. Terrängen runt Cañada Grande sluttar brant österut. Runt Cañada Grande är det glesbefolkat, med 15 invånare per kvadratkilometer. Närmaste större samhälle är Polocote de Arriba, 12,8 km norr om Cañada Grande. Omgivningarna runt Cañada Grande är i huvudsak ett öppet busklandskap.